# Sefer Raziel
Sefer Raziel ili Sefer Raziel HaMalakh (hebr. ספר רזיאל המלאך, lat. Liber Razielis Archangeli, "knjiga anđela Raziela"), srednjovjekovni židovski grimorij čije se autorstvo pripisuje anđelu Razielu. Ovaj priručnik magije iz 13. stoljeća napisan je hebrejskim i aramejskim jezikom, a radi se o zbirci židovskog misticima, kozmologije i praktične kabale koja teži tome da stvara život pomoću magije i traži načine za prizivanje i komunikaciju s Bogom i anđelima.

## Povijest knjige
Pretpostavlja se da Sefer Raziel potječe iz 13. stoljeća, a sam tekst je pod jakim utjecajem Sefer Jecire i Sefer Ha-Razima koji se datiraju u 3. ili 4. stoljeće. Knjiga je bila poznata u doba humanizma, jer je, primjerice, spominje njemački opat Johann von Tritheim (1462. – 1516.) kao jedan od izvora za svoju Steganographiju, a njome se koristio i njegov učenik, njemački astrolog i kabalist Heinrich Cornelius Agrippa (1486. – 1535.) u svom djelu Okultna filozofija u tri knjige.
Izradu latinskog prijepisa pod naslovom Liber Razielis Archangeli zadužio je kastilski kralj Alfons X. Mudri (1252. – 1282.). Utjecala je na Heptameron koji se pripisuje talijanskom liječniku i astrologu Pietru d’Abanu (1250. – 1316.).
Prvo tiskano izdanje objavljeno je 1701. godine u Amsterdamu.

## Vanjske poveznice
- Sfer Raziel, knjiga arkanđela Raziela o anđeoskim tajnama – learnreligions.com (engl.)
- Razielova knjiga – jewishvirtuallibrary.org (engl.)
- Raziel ha-Malakh, Amsterdam, 1701. – cja.huji.ac.il (engl.)
- Praktična magija: Tajna učenja knjige anđela Raziela – ancient-origins.net (engl.)
- Sepher Raziel (Sl. 3846), knjiga anđela Raziela – esotericarchives.com (engl.)
- Pietro d’Abano: Heptameron ili o magičnim elementima – esotericarchives.com (engl.)